# Cantón de Viarmes
El cantón de Viarmes era una división administrativa francesa, que estaba situada en el departamento de Valle del Oise y la región de Isla de Francia.

## Composición
El cantón estaba formado por diez comunas:
- Asnières-sur-Oise
- Baillet-en-France
- Belloy-en-France
- Maffliers
- Montsoult
- Noisy-sur-Oise
- Saint-Martin-du-Tertre
- Seugy
- Viarmes
- Villaines-sous-Bois

## Supresión del cantón de Viarmes
En aplicación del Decreto nº 2014-168 de 17 de febrero de 2014, el cantón de Viarmes fue suprimido el 22 de marzo de 2015 y sus 10 comunas pasaron a formar parte; seis del nuevo cantón de Fosses, dos del nuevo cantón de Domont y dos del nuevo cantón de L'Isle-Adam.